# Obama (singolo)
Obama è un singolo del rapper statunitense Blueface, pubblicato il 7 febbraio 2020.
Il brano vede la collaborazione di DaBaby.

## Tracce
1. Obama – 2:10